# Кошћежина
Кошћежина (пољ. Kościerzyna) град је у Пољској у Војводству поморском. По подацима из 2012. године број становника у месту је био 23 779.

## Становништво
| 2012.  |
| ------ |
| 23 779 |

## Партнерски градови
- Sanary-sur-Mer